# Aderus aequinoctialis
Aderus aequinoctialis es una especie de coleóptero de la familia Aderidae. La especie fue descrita científicamente por George Charles Champion en 1890.

## Distribución geográfica
Habita en México, Guatemala, Panamá, Brasil y San Vicente.